# Dorian Boulvin
Dorian Boulvin (* 5. Juni 1997) ist ein belgischer Leichtathlet, der sich auf den Langstreckenlauf spezialisiert hat.

## Sportliche Laufbahn
Erste internationale Erfahrungen sammelte Dorian Boulvin bei den Crosslauf-Europameisterschaften 2015 in Hyères, bei denen er nach 18:49 min auf den 53. Platz im Juniorenrennen gelangte. Bei den Crosslauf-Europameisterschaften 2017 in Šamorín wurde er in 24:58 min 14. im U23-Rennen, wie auch bei den Crosslauf-Europameisterschaften im Jahr darauf in Tilburg nach 24:19 min. 2019 erreichte er bei den U23-Europameisterschaften in Gävle mit 29:04,30 min den zwölften Platz im 10.000-Meter-Lauf. 2024 siegte er in 1:01:58 h beim Warschau-Halbmarathon und anschließend wurde er bei den Europameisterschaften in Rom in 1:03:15 h 23. im Halbmarathon. Bei den Straßenlauf-Europameisterschaften 2025 in Brüssel und Löwen gelangte im Marathonlauf nach 2:11:43 h auf den neunten Platz und gewann in der Teamwertung die Silbermedaille hinter dem israelischen Team.

## Persönliche Bestleistungen
- 10.000 Meter: 28:45,27 min, 29. August 2021 in Pacé
- 10-km-Straßenlauf: 28:10 min, 9. Februar 2025 in Schoorl
- Halbmarathon: 1:01:25 h, 10. März 2024 in Gentbrugge
- Marathon: 2:11:43 h, 13. April 2025 in Brüssel